# 지요역
지요역(일본어: 千代駅)은 일본 나가노현 이다시에 위치한 도카이 여객철도 이다선의 철도역이다. 단선 승강장 1면 1선의 구조를 갖춘 지상역이다.

## 이용 현황
| 승차 인원 추이 | 승차 인원 추이 |
| 연도           | 1일 평균       |
| -------------- | -------------- |
| 2003           | 7              |
| 2004           | 9              |
| 2005           | 5              |
| 2006           | 5              |
| 2007           | 4              |
| 2008           | 6              |
| 2009           | 4              |
| 2010           | 3              |
| 2011           | 3              |

## 역 주변
- 덴류강

## 역사
- 1932년 10월 30일 : 산신 철도가 가도시마 - 덴류쿄 간을 개업하였던 때에 지요 정류장으로서 설치. 여객역.
- 1943년 8월 1일 : 산신 철도선이 이다선의 일부로서 국유화되어, 일본국유철도가 승계. 동시에 역으로 승격해, 지요역으로 되다.
  - 당시는, 도카이도 본선 하마마쓰 - 나고야 간의 각 역, 이다선의 각 역, 주오 본선 가미스와 - 시오지리 간의 각 역, 마쓰모토 역을 발착하는 여객만 이용되었다.
- 1952년 12월 2일 : 여객 취급 구간의 제한을 폐지.
- 1953년 4월 1일 : 화물의 취급을 개시. (일반역으로 한다).
- 1966년 12월 20일 : 화물의 취급을 폐지. (여객역으로 돌아오다).
- 1987년 4월 1일 : 일본국유철도 분할 민영화에 의해, 도카이 여객철도가 승계.
- 2013년
  - 9월 : 제18호 태풍 마니의 영향에 의해, 히라오카 - 덴류쿄 간은 운휴로 되어, 버스에 의한 대체수송으로 한다.
  - 10월 10일 : 덴류쿄 - 히라오카 간의 운전을 재개.

## 인접 역
| 도카이 여객철도 이다선 | 도카이 여객철도 이다선 | 도카이 여객철도 이다선 |
| ---------------------- | ---------------------- | ---------------------- |
| 긴노 도요하시 방면     | ■ 이다선               | 덴류쿄 다쓰노 방면     |